# Камайраго
Камайраго (итал. Camairago) — коммуна в Италии, располагается в регионе Ломбардия, в провинции Лоди.
Население составляет 585 человек (2008 г.), плотность населения составляет 49 чел./км². Занимает площадь 13 км². Почтовый индекс — 26823. Телефонный код — 0377.
Покровителями коммуны почитаются святые мученики Косма и Дамиан, празднование в последнее воскресение сентября.

## Демография
Динамика населения:

## Администрация коммуны
- Официальный сайт: